# 原公路局斗南站
原公路局斗南站為雲林縣斗南鎮的歷史建築，興建於1952年，是具有現代主義風格的兩層樓建築，為少數仍保存的交通部公路總局建築物，在2015年被登錄為雲林縣歷史建築。

## 介紹
此建築原為交通部公路總局斗南站，為公路運輸的車站。車站建築的一樓呈扇形，為乘客候車空間，建築東側則是停車場。此建築裝飾簡潔，一樓的柱子貼附綠色馬賽克磁磚，屋簷則是黃褐色馬賽克磁磚。此車站在近年來閒置後，雖然鎮公所與斗南警察分局原計畫在此興建新的斗南派出所與五里聯合活動中心，但在2015年4月28日被登錄為雲林縣歷史建築。